# Lijst van personen uit York
Deze chronologische lijst van personen uit York betreft mensen die zijn geboren in deze Britse plaats.

## Geboren in York

### Voor 1800
- Alcuinus (735-804), geleerde

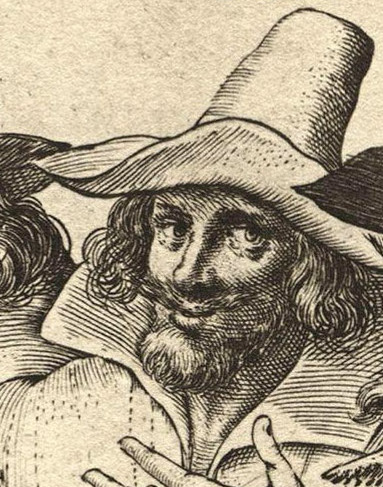
Militair Guy Fawkes (1570−1606)

- Guy Fawkes (1570−1606), militair en samenzweerder
- John Flaxman (1755-1826), beeldhouwer
- William Etty (1787-1849), schilder

### 19e eeuw
- William Parsons (1800-1867), astronoom
- Joseph Hansom (1803-1882), architect
- John Snow (1813-1858), arts
- Albert Moore (1841-1893), schilder
- Silvanus Thompson (1851-1916), natuurkundige
- Henry Scott Tuke (1858-1929), schilder

### 20e eeuw
- W.H. Auden (1907-1973), dichter

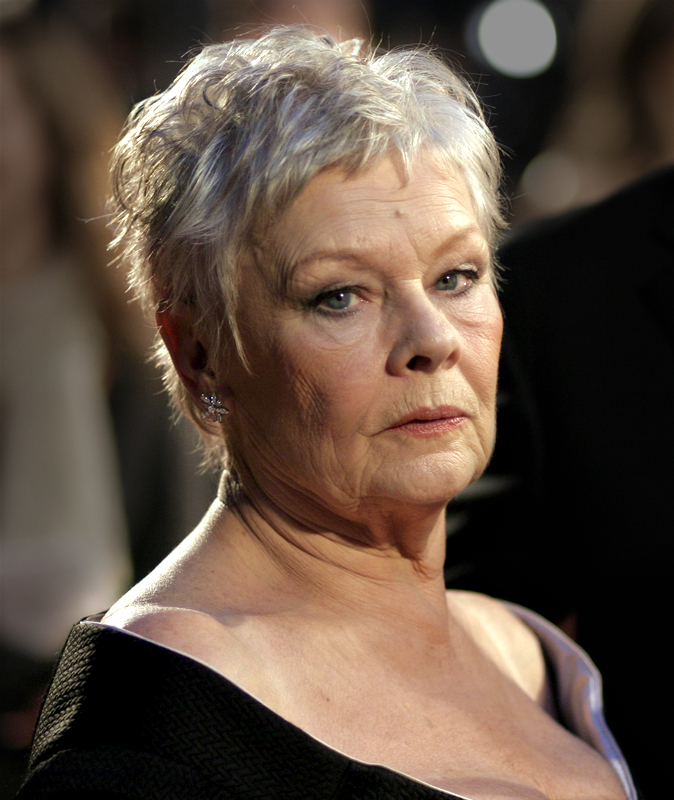
Actrice Judi Dench (1934)

- John Barry (1933-2011), filmcomponist
- Judi Dench (1934), actrice
- Anita Lonsbrough (1941), zwemster
- Martin Rees (1942), kosmoloog en astrofysicus
- David Davis (1948), politicus
- Steve McClaren (1961), voetbalcoach
- Mark Addy (1964), acteur
- Steve Helstrip (1973), tranceproducer
- Simon Dyson (1977), golfprofessional
- Lewis Cook (1997), voetballer